# Beru-Vulkanfeld
Das Beru-Vulkanfeld mit basaltischen Lavaströmen liegt im Großen Afrikanischen Grabenbruch in Äthiopien zwischen den Vulkanen Fentale (ca. 20 km entfernt) und Kone (ca. 18 km entfernt) auf einer Höhe von ca. 1100 m über dem Meeresspiegel, ca. 100 bis 110 km östlich von Addis Abeba.
Es sind keine gesicherten wissenschaftlichen Daten über den Zeitpunkt der letzten Eruption vorhanden.